# Roger Vandersteene
Roger Vandersteene (Marke, 1918 – Slave Lake, 1976), Steentje voor de vrienden, was een Vlaamse missionaris van de Oblaten van de Onbevlekte Maagd Maria, die in Canada onder de Cree-indianen werkte.
Vandersteene kwam in 1946 aan bij de Cree in Noord-Alberta. Vandersteene tekende hun taal op, liet zich op artistiek vlak inspireren en bracht het tot medicijnman. Hij stierf in 1976 als indiaan onder de indianen.  Datzelfde jaar al bezong de Vlaamse zanger Willem Vermandere het leven van zijn vriend en streekgenoot in "D'historie van Steentje", op zijn elpee Met mijn simpel lied. 